# Blaesoxipha tricuspis
Blaesoxipha tricuspis är en tvåvingeart som beskrevs av Thomas Pape 1994. Blaesoxipha tricuspis ingår i släktet Blaesoxipha och familjen köttflugor.
Artens utbredningsområde är New Mexico. Inga underarter finns listade i Catalogue of Life.